# Dilbat Vallis
La Dilbat Vallis è una struttura geologica della superficie di Venere.